# 洛斯阿尔托斯 (西班牙)
洛斯阿尔托斯，是西班牙卡斯蒂利亚-莱昂布尔戈斯省的一个市镇。总面积140平方公里，总人口223人（2001年），人口密度2人/平方公里。